# Black Angels Perugia Volley
La Black Angels Perugia Volley è una società pallavolistica femminile italiana con sede a Perugia: milita nel campionato di Serie A1.

## Storia
La società viene fondata nel 2005, col nome di Wealth Planet Perugia Volley, in seno alla palestra cittadina Corpus. Alla fine del campionato 2009-10 retrocede dalla Serie B2: ciò nonostante, nella stagione 2010-11 viene ripescata in Serie B1.
Nella stagione 2013-14, al termine della regular season si qualifica per la prima volta ai play-off grazie al terzo posto nel proprio girone: verrà poi eliminata alle semifinali dalla VolAlto Caserta. Raggiunge nuovamente i play-off nella stagione successiva, uscendo ai quarti contro la palmese Golem.
Dopo avere sfiorato la promozione nella stagione 2016-17, con l'uscita alle semifinali play-off per mano della Garavini Ravenna, la squadra umbra viene ripescata in Serie A2 per la stagione 2017-18. Dopo un biennio in serie cadetta, nella stagione 2018-19 ottiene la vittoria del girone di regular season e successivamente quella della pool promozione, venendo promossa in Serie A1, categoria dove milita a partire dalla stagione 2019-20.
Nell'annata 2020-21 esordisce nella Supercoppa italiana, venendo estromessa agli ottavi di finale, e nei play-off scudetto, dove raggiunge i quarti di finale, eliminata in entrambi i casi dalla novarese AGIL. Nella stagione 2022-23 chiude la regular season al tredicesimo posto, retrocedendo in Serie A2.
Nell'annata 2023-24 vince il primo trofeo della sua storia, la Coppa Italia di Serie A2, battendo in finale la bustocca Futura Giovani; riconquista inoltre l'immediato ritorno in Serie A1, dopo la vittoria del girone di regular season e quindi della pool promozione.
Dal campionato 2024-25 la società cambia denominazione in Black Angels Perugia Volley.

## Società
La Black Angels Perugia Volley è strutturata come una società sportiva dilettantistica a responsabilità limitata.

### Organigramma societario
- Antonio Bartoccini - Presidente
- Stefano Gatti - Socio
- Remo Ambroglini - Direttore sportivo

Vicepresidenti
- Gianluca Gargaglia
- Ciro Iacone

Dirigenti
- Fidela Bartoccini
- Federico Fondacci
- Silvia Matacchioni

Area organizzativa
- Simone Palazzoni - Responsabile rapporti Lega/FIPAV
- Massimo Volpi - Responsabile organizzazione trasferte
- Marco Miccio - Responsabile campo e logistica
- Andrea Conversano - Area legale
- Massimiliano Tessenda - Area amministrativa/fiscale

Team manager
- Christian Borgioni
- Edoardo Vagnetti

Addetti al campo
- Gaetano Botticella
- Marco Miccio
- Luigi Pellegrini
- Marco Zucchini

Area comunicazione
- Alice Merli - Responsabile marketing
- Christian Borgioni - Responsabile area digital
- Chiara Cruciani - Social media manager
- Andrea Sonaglia - Responsabile ufficio stampa
- Nicolò Brillo - Addetto ufficio stampa
- Oreste Testa - Fotografo
- Sara Chiavarini - Segreteria e biglietteria

Responsabili tifo organizzato
- Giuseppe Fidanza
- Alessio Ranchella
- Francesco Bulletta

## Palmarès
- Coppa Italia di Serie A2: 1

2023-24

## Organico

### Rosa 2025-2026
| N° | Nome                | Ruolo | Data di nascita   | Nazionalità sportiva |
| -- | ------------------- | ----- | ----------------- | -------------------- |
| 1  | Alíz Kump           | C     | 11 novembre 2003  | Ungheria             |
| 2  | Sofia Turlà         | P     | 3 febbraio 1998   | Italia               |
| 3  | Elena Perinelli     | S     | 27 giugno 1995    | Italia               |
| 4  | Nathalie Lemmens    | C     | 12 marzo 1995     | Belgio               |
| 5  | Immacolata Sirressi | L     | 19 maggio 1990    | Italia               |
| 7  | Romy Jatzko         | S     | 26 gennaio 2000   | Germania             |
| 8  | Maria Irene Ricci   | P     | 17 febbraio 1996  | Italia               |
| 9  | Nika Markovič       | O     | 5 maggio 1997     | Slovenia             |
| 10 | Stefania Recchia    | L     | 14 luglio 2005    | Italia               |
| 11 | Benedetta Bartolini | C     | 5 marzo 1999      | Italia               |
| 12 | Alessia Mazzaro     | C     | 19 settembre 1998 | Italia               |
| 14 | Alessia Fiesoli     | S     | 25 maggio 1994    | Italia               |
| 16 | Beatrice Gardini    | S     | 1º aprile 2003    | Italia               |
| 22 | Kashauna Williams   | O     | 12 gennaio 1999   | Stati Uniti          |

### Staff tecnico
- Andrea Giovi - Allenatore
- Guido Marangi - Secondo allenatore
- Edoardo Vagnetti - Assistente/Scoutman
- Jacopo Bulletta - Assistente
- Luca De Matteo - Fisioterapista
- Mattia Iachettini - Assistente fisioterapista
- Gianluca Carboni - Preparatore atletico
- Francesco Marzali - Assistente preparatore atletico

Area sanitaria
- Gaspare Ritacco - Medico sociale
- Francesco Colautti - Medico dello sport
- Alessandro Massarini - Ortopedico
- Angelo Ferdinandi - Radiologo
- Marco Ballerini - Nutrizionista
- Silvia Caproni - Ginecologa
- Sara Lazzari - Psicologa
- Elena Terrosi - Podologa

## Denominazioni precedenti
- 2005-2024: Wealth Planet Perugia Volley